# Isothio-uronium

Diéthylphosphate de S-éthylisothio-uronium.

En chimie organique, un isothio-uronium est un groupe fonctionnel cationique de formule [RSC(NH2)2]+, où R est un groupe aryle ou alkyle. C'est un sel acide de la thiourée OC(NH2)2. Le groupe CN2S est plan avec des liaisons courtes. Dans cette structure, les atomes d'hydrogène peuvent également être remplacés par des groupes aryle ou alkyle. Ces cations sont structurellement semblables aux cations guanidium C(NH2)3+.
Les sels d'isothio-uronium sont généralement préparés par alkylation de la thiourée :
SC(NH2)2 + RX ⟶ [RSC(NH2)2]+X−.
L'hydrolyse de ces sels donne des thiols :
[RSC(NH2)2]+X− + NaOH ⟶ RSH +OC(NH2)2 + NaX.
Les sels d'isothio-uronium dans lesquels l'atome de soufre a été alkylé, comme l'hémisulfate de S-méthylisothiourée (867-44-7) convertissent les amines en guanidium. Cette méthode est parfois appelée synthèse de Rathke, du nom de Bernhard Rathke qui l'a publiée en 1881 :
RNH2 + [CH3SC(NH2)2]+X− ⟶ [RNC(NH2)2]+X− + CH3SH.
Des résines chélatantes à groupes isothio-uronium sont utilisées pour récupérer le mercure et les métaux nobles ou du groupe du platine depuis leurs solutions.